# François Lemasson
Pour les articles homonymes, voir Lemasson.
François Lemasson est un footballeur français, né le 15 novembre 1963 à Limoges qui évoluait au poste de gardien de but.

## Biographie
Ce gardien de but, mesurant 1,80 m pour 78 kg, est formé à l'ASPTT Limoges.
Il est international militaire. 
Il a été entraîneur des gardiens de buts de l'AS Cannes au début des années 2000 et de façon permanente de 2009 à 2025. Sa dernière saison à ce poste est la saison 2024-2025.

## Carrière
- 1979 - 1984 : Paris Saint-Germain
- 1984 - 1986 : Red Star (D2, 68 matchs)
- 1986 - 1987 : AS Saint-Étienne (D1, 5 matchs)
- 1987 - 1989 : Olympique lyonnais (D2, 63 matchs)
- 1989 - 1990 : Olympique lyonnais (D1, 38 matchs)
- 1990 - 1991 : SM Caen (D1, 37 matchs)
- 1991 - 1992 : Montpellier HSC (D1, 0 matchs)
- 1992 - 1997 : AS Cannes (D1, 165 matchs)
- 1997 - 1999 : Olympique de Marseille (D1, 5 matchs)
- 2000 - 2001 : AS Cannes (D2, 16 matchs)[1]

## Palmarès
- Champion de France de Division 2 en 1989 (Olympique lyonnais)
- Meilleur joueur de Division 2 en 1985 (Red Star)